# Lúcar
Lúcar község Spanyolországban, Almería tartományban. Lakosainak száma 825 fő (2024).

## Földrajza
Lúcar Oria, Somontín, Purchena, Armuña de Almanzora, Tíjola és Cúllar községekkel határos.

## Népesség
A település lakosságának változását az alábbi diagram mutatja:
| Lakosok száma | 787  | 798  | 806  | 872  | 919  | 802  | 754  | 763  | 772  | 825  |
|               | 2001 | 2004 | 2006 | 2009 | 2011 | 2014 | 2016 | 2019 | 2021 | 2024 |